# Hans Zollner
Hans Zollner, né le 19 novembre 1966 à Ratisbonne (Allemagne) est un prêtre jésuite allemand, psychologue et théologien. Professeur à l’université pontificale grégorienne (Rome) il est l'un des experts en matière d’abus sexuels dans l’Église catholique.

## Biographie
Né à Ratisbonne (Allemagne) le 19 novembre 1966 Hans Zollner entre au séminaire de son diocèse de Ratisbonne à la fin de ses études secondaires. Au début de ses études de théologie au théologat jésuite d’Innsbruck il découvre la spiritualité ignacienne et décide d’entrer dans la Compagnie de Jésus (16 septembre 1990). Après sa formation spirituelle initiale il continue le cours habituel de la formation jésuite tout en s’intéressant à la psychologie. Il est ordonné prêtre le 7 octobre 1995. Il poursuit ses études avec un doctorat en théologie avec une dissertation sur la ‘consolation spirituelle’ chez saint Ignace de Loyola. 
En 2003, le père Zollner commence son enseignement à l’institut de psychologie de l’université Grégorienne (Rome). Il en est aujourd’hui le président ainsi que, depuis 2010, vice-recteur académique de l’université. Il est également professeur invité au département de théologie et religion de l’université de Durham (Angleterre).
Membre de la Commission pontificale pour la protection des mineurs depuis sa création en 2014, Zollner est considéré comme l’un des principaux experts ecclésiastiques dans le domaine de la sauvegarde des mineurs contre les abus sexuels, en particulier dans l’Église catholique, et il est le directeur de l'Institut d'Anthropologie. Études interdisciplinaires sur la dignité humaine et la prise en charge des personnes vulnérables (IADC) de l’université grégorienne (jusqu'en 2021 : Centre pour la protection de l'enfance / Centre for Child Protection - CCP),. En 2010-2011 il fut membre du groupe de travail scientifique de la ‘Table ronde sur la maltraitance des enfants’ organisée par le gouvernement fédéral allemand. Avec Giovanni Cucci il publie en 2010 ‘Chiesa e pedofilia. Una ferita aperta. Un approccio psicologico-pastorale ("l’Église et la pédophilie, une plaie ouverte: une approche psychologico-pastorale"). Le livre fut immédiatement traduit en plusieurs langues. Le 1er avril 2017, le pape François le nomme consulteur de la Congrégation pour le clergé.
Hans Zollner considère que la sauvegarde des mineurs est l’un des défis principaux que doit affronter l’Église catholique aujourd’hui. C’est un des messages qu’il fait passer lorsqu'il s’adresse aux conférences épiscopales qui l’invitent (il a visité une quarantaine de pays). Il y insiste chaque fois sur la nécessité de sensibiliser davantage au problème et de mettre en place des mesures de sauvegarde, avant même qu’une crise n’éclate. 
En mai 2010, il écrit dans la Civiltà Cattolica un article rapportant l’action du pape Benoît XVI et les suspensions canoniques de prêtres accusés d’abus sexuels sur mineurs d’âge. Les données présentées dans l’article soulignent que les abus sexuels ne sont pas plus fréquents parmi le clergé célibataire que dans d’autres groupes sociaux ; les médias présentent une image gonflée de l’ampleur du problème. Zollner décria la ‘panique morale’ se répandant au sujet de la grave question des abus sexuels.
Par ailleurs il ne minimalise pas le problème. En 2011 lorsque les responsables de l’Église catholique en Pologne doutaient de la nécessité d’une commission qui établirait une procédure d’action pour traiter les accusations d’abus sexuels commis par le clergé, il confia à un magazine polonais que « si l’Église en Pologne ne confronte pas cette réalité et ne prend pas le taureau par les cornes, il s’y produira ce que nous avons vu aux États-Unis, au Canada, en Irlande, en Allemagne, en Autriche et récemment en Belgique. Si l’Église ne sait pas comment réagir à de telles situations parce qu’elle n’a pas pris la peine de s’enquérir des faits, son image en souffrira beaucoup plus que si elle avait dit: ‘Oui, nous avons eu de tels cas. Ils sont douloureux, mais nous les avons abordés‘. »
En septembre 2017, s’adressant aux collaborateurs pastoraux de l’Église en Australie le père Zollner déclara qu’en Australie « la crédibilité de l’Église semble presque nulle : on ne croit pas ce qu’elle dit. Ce qui n’est pas le cas dans d’autres parties du monde. Je pense que vous êtes dans une situation assez unique ». Il estime que l’Europe et l’Amérique du Nord ont fait des progrès dans le traitement des cas d’abus sexuels cléricaux. Mais « Dans 75 pour cent des pays du monde (sinon plus) le problème n’est pas encore arrivé en surface de l’attention des media et de la discussion publique. Je ne peux pas dire où ni quand il deviendra aigu, mais cela arrivera ».
Il encourage la Conférence des évêques de France de publier le nom des évêques auteurs d'abus sexuels à la suite de la séance plénière de novembre 2022.
Le 29 mars 2023, il démissionne de la commission pontificale pour la protection des mineurs, « sur fond de désaccords sur le rôle de cette commission depuis la réforme de la Constitution de la Curie romaine ».

## Publications
- plusieurs articles dans La Civiltà Cattolica (en italien)
- (en) « The Self; its nature and mystery », dans Formation and the person; essays on theory and practice, Leuven, Peeters, 2007, p. 47-65.
- (en) Church and the abuse of Minors [« Chiesa e pedofilia. Una ferita aperta. Un approccio psicologico-pastorale »]  (trad. de l'italien), Anand, Gujarat Sahitya Prakash, 2013, 128 p.
- (en) « The Spiritual Wounds of Sexual Abuse », La Civiltà Cattolica, (English Edition), vol. 2,‎ janvier 2018, p. 16-26.